# Ніґула (Тарту)
Ні́ґула (ест. Nigula küla) — село в Естонії, у волості Тарту повіту Тартумаа.

## Населення
Чисельність населення на 31 грудня 2011 року становила 62 особи.